# Auge (Creuse)
 Auge  es una comuna (municipio) de Francia, en la región de Lemosín, departamento de Creuse, en el distrito de Aubusson y cantón de Chambon-sur-Voueize.
Está integrada en la Communauté de communes d’Évaux-les-Bains et de Chambon-sur-Voueize.

## Demografía[6]
| 216 | 121 | 229 | 250 | 357 | 352 | 360 | 377 | 355 | 339 | 327 | 341 | 381 | 394 | 385 | 417 | 362 | 320 | 342 | 349 | 292 | 281 | 282 | 271 | 260 | 237 | 232 | 205 | 149 | 131 | 124 | 109 | 107 |
| Para los censos de 1962 a 1999 la población legal corresponde a la población sin duplicidades (Fuente: INSEE [Consultar]) |     |     |     |     |     |     |     |     |     |     |     |     |     |     |     |     |     |     |     |     |     |     |     |     |     |     |     |     |     |     |     |     |